# Zwirkenberg
Zwirkenberg (westallgäuerisch: Zwirkəbərg) ist ein Gemeindeteil der Gemeinde Gestratz im bayerisch-schwäbischen Landkreis Lindau (Bodensee).

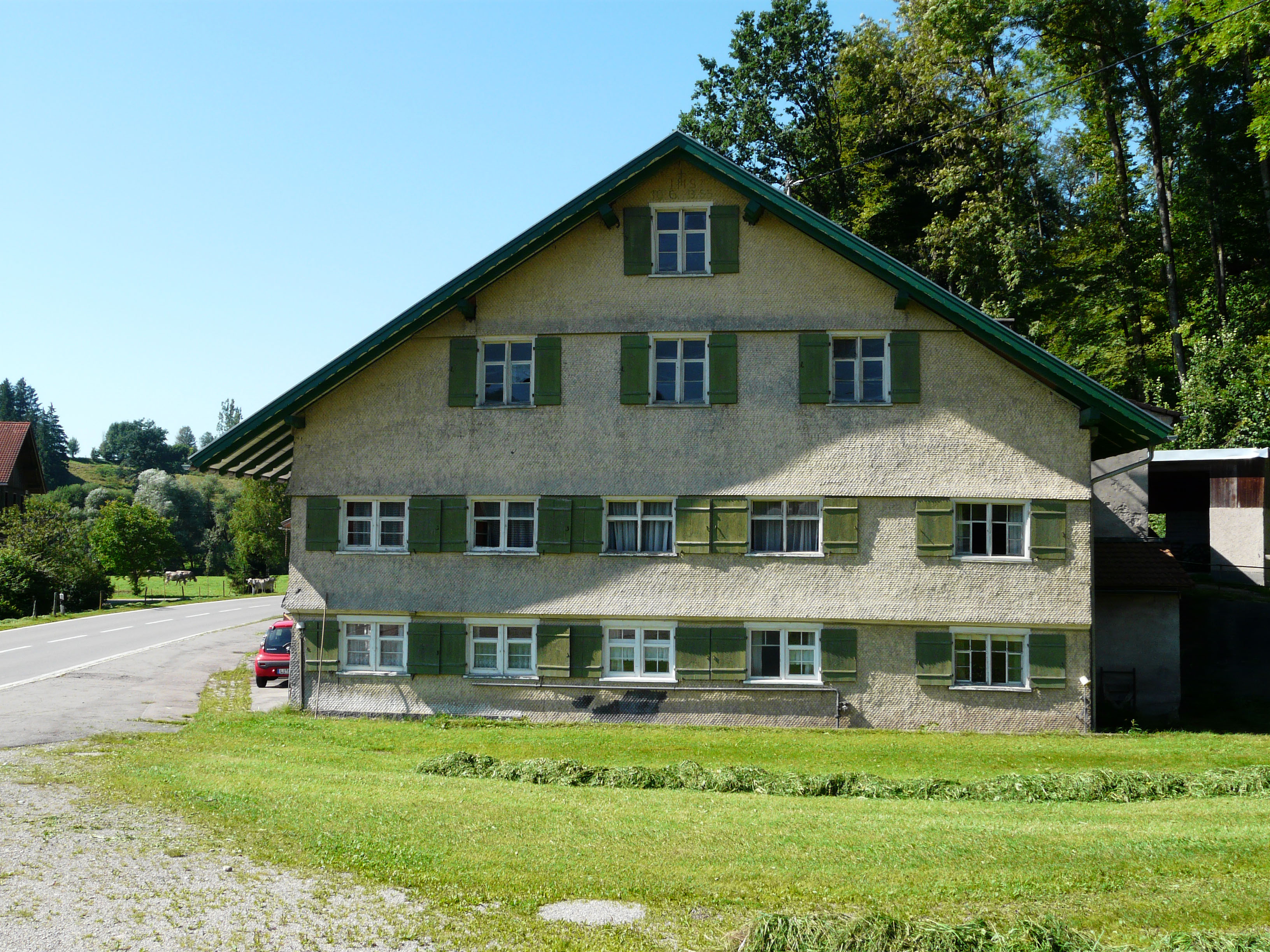
Baudenkmal in Zwirkenberg

## Geographie
Das Dorf liegt rund einen Kilometer westlich des Hauptortes Gestratz und zählt zur Region Westallgäu. Um den Ort fließt die Obere Argen.

## Geschichte
Zwirkenberg wurde erstmals im Jahr 1218 als Zwirgenberg erwähnt. Der Name leitet sich vom mittelhochdeutschen Wort zwerch ab, was schräg oder auf eine Seite gerichtet bedeutet. 1770 fand die Vereinödung in Zwirkenberg statt. Südwestlich des Orts befindet sich ein Burgstall. Im Ort befindet sich die Alte Schmiede aus dem Jahr 1750, die heute als Heimatmuseum der Gemeinde dient. Das Lagerhaus von Gestratz befand sich wegen der guten Straßenlage hier.

## Baudenkmäler
Siehe: Liste der Baudenkmäler in Zwirkenberg